# Leopold Querfeld
Leopold Querfeld (Vienna, 20 dicembre 2003) è un calciatore austriaco, difensore dell'Union Berlino e della nazionale austriaca.

## Carriera

### Club
Querfeld è cresciuto nel settore giovanile dell'Union Mauer e si è trasferito al Rapid Vienna nel 2012. Ha iniziato ad allenarsi con la seconda squadra nel 2020 e ha debuttato con la prima squadra il 4 novembre 2021 nella sconfitta per 3-1 in UEFA Europa League contro la Dinamo Zagabria.

### Nazionale
Ha giocato nelle nazionali giovanili austriache Under-18, Under-19 e Under-21.
Il 29 agosto 2023 viene convocato per la prima volta in nazionale maggiore, con cui esordisce il 23 marzo 2024 nell'amichevole vinta 0-2 in casa della Slovacchia.

## Statistiche

### Presenze e reti nei club
Statistiche aggiornate al 10 maggio 2023.
| Stagione        | Squadra         | Campionato      | Campionato | Campionato | Coppe nazionali | Coppe nazionali | Coppe nazionali | Coppe continentali | Coppe continentali | Coppe continentali | Altre coppe | Altre coppe | Altre coppe | Totale | Totale |
| Stagione        | Squadra         | Comp            | Pres       | Reti       | Comp            | Pres            | Reti            | Comp               | Pres               | Reti               | Comp        | Pres        | Reti        | Pres   | Reti   |
| --------------- | --------------- | --------------- | ---------- | ---------- | --------------- | --------------- | --------------- | ------------------ | ------------------ | ------------------ | ----------- | ----------- | ----------- | ------ | ------ |
| 2020-2021       | Rapid Vienna II | 2L              | 21         | 0          |                 | -               | -               |                    | -                  | -                  |             | -           | -           | 21     | 0      |
| 2021-2022       | Rapid Vienna II | 2L              | 20         | 0          |                 | -               | -               |                    | -                  | -                  |             | -           | -           | 20     | 0      |
| 2022-2023       | Rapid Vienna II | 2L              | 1          | 1          |                 | -               | -               |                    | -                  | -                  |             | -           | -           | 1      | 1      |
| 2021-2022       | Rapid Vienna    | BL              | 5          | 0          | CA              | 0               | 0               | UEL+UECL           | 1+1                | 0                  |             | -           | -           | 7      | 0      |
| 2022-2023       | Rapid Vienna    | BL              | 23         | 1          | CA              | 2               | 0               | UECL               | 1                  | 0                  |             | -           | -           | 26     | 1      |
| Totale carriera | Totale carriera | Totale carriera | 70         | 2          |                 | 2               | 0               |                    | 3                  | 0                  |             | -           | -           | 75     | 2      |

### Cronologia presenze e reti in nazionale
| Cronologia completa delle presenze e delle reti in nazionale ― Austria | Cronologia completa delle presenze e delle reti in nazionale ― Austria | Cronologia completa delle presenze e delle reti in nazionale ― Austria | Cronologia completa delle presenze e delle reti in nazionale ― Austria | Cronologia completa delle presenze e delle reti in nazionale ― Austria | Cronologia completa delle presenze e delle reti in nazionale ― Austria | Cronologia completa delle presenze e delle reti in nazionale ― Austria | Cronologia completa delle presenze e delle reti in nazionale ― Austria |
| Data                                                                   | Città                                                                  | In casa                                                                | Risultato                                                              | Ospiti                                                                 | Competizione                                                           | Reti                                                                   | Note                                                                   |
| ---------------------------------------------------------------------- | ---------------------------------------------------------------------- | ---------------------------------------------------------------------- | ---------------------------------------------------------------------- | ---------------------------------------------------------------------- | ---------------------------------------------------------------------- | ---------------------------------------------------------------------- | ---------------------------------------------------------------------- |
| 26-3-2024                                                              | Bratislava                                                             | Slovacchia                                                             | 0 – 2                                                                  | Austria                                                                | Amichevole                                                             | -                                                                      | 8’ 46’                                                                 |
| 4-6-2024                                                               | Vienna                                                                 | Austria                                                                | 2 – 1                                                                  | Serbia                                                                 | Amichevole                                                             | -                                                                      | 73’                                                                    |
| 25-6-2024                                                              | Berlino                                                                | Paesi Bassi                                                            | 2 – 3                                                                  | Austria                                                                | Euro 2024 - 1º turno                                                   | -                                                                      | 62’ 90+4’                                                              |
| 9-9-2024                                                               | Oslo                                                                   | Norvegia                                                               | 2 – 1                                                                  | Austria                                                                | UEFA Nations League 2024-2025 - 1º turno                               | -                                                                      | 57’                                                                    |
| 10-6-2025                                                              | Serravalle                                                             | San Marino                                                             | 0 – 4                                                                  | Austria                                                                | Qual. Mondiali 2026                                                    | -                                                                      | 46’                                                                    |
| Totale                                                                 |                                                                        | Presenze                                                               | 5                                                                      |                                                                        | Reti                                                                   | 0                                                                      |                                                                        |